# Điện Biên Phủ
Điện Biên Phủ är en stad i nordvästra Vietnam och är huvudstad i provinsen Điện Biên. Folkmängden i centralorten uppgick till cirka 55 000 invånare vid folkräkningen 2019. Staden är främst känd för slaget vid Dien Bien Phu den 6 maj 1954, då Vietminhs styrkor efter 57 dagars belägring lyckades besegra den franska garnisonen.